# دتونی (آرکانزاس)
دتونی (به انگلیسی: Detonti) یک منطقهٔ مسکونی در ایالات متحده آمریکا است که در آرکانزاس واقع شده‌است. دتونی ۱۰۷٫۹ متر بالاتر از سطح دریا واقع شده‌است.